# Mwejrik
Mwejrik är en ö i Marshallöarna.   Den ligger i kommunen Arnoatollen, i den östra delen av Marshallöarna, 40 km nordost om huvudstaden Majuro.